# 方形钳蛤
方形钳蛤（学名：Isognomon nucleus），又名小障泥蛤，是莺蛤目障泥蛤科钳蛤属的一种。主要分布于越南、中国大陆、台湾，常栖息在潮间带，以足丝附着于岩石、珊瑚礁或贝壳上。